# Beşiktaş Jimnastik Kulübü 2004-2005
Questa voce raccoglie le informazioni riguardanti il Beşiktaş Jimnastik Kulübü nelle competizioni ufficiali della stagione 2004-2005.

## Stagione
Prima dell'inizio della stagione, Vicente del Bosque fu nominato responsabile tecnico della squadra. Il mercato estivo vide l'arrivo, tra gli altri, del norvegese John Carew, oltre ai turchi Okan Buruk, Tayfun Korkut, Ali Günes, İbrahim Toraman, Çağdaş Atan e İbrahim Akın. Il Beşiktaş si classificò quarto in campionato, a undici punti dal Fenerbahçe capolista. L'avventura in Coppa di Turchia 2004-2005 si concluse al secondo turno, con la sconfitta per tre a uno contro il Konyaspor. Nella Coppa UEFA 2004-2005, la squadra turca fu eliminata alla fase a gironi della competizione.

## Rosa
| N. |                     | Ruolo | Calciatore      |
| -- | ------------------- | ----- | --------------- |
| 1  | Colombia (bandiera) | P     | Óscar Córdoba   |
| 2  | Turchia (bandiera)  | D     | Emre Aşık       |
| 3  | Turchia (bandiera)  | C     | Tayfur Havutçu  |
| 4  | Turchia (bandiera)  | D     | Ahmet Yıldırım  |
| 5  | Brasile (bandiera)  | D     | Ronaldo         |
| 6  | Turchia (bandiera)  | D     | Çağdaş Atan     |
| 7  | Turchia (bandiera)  | C     | Okan Buruk      |
| 9  | Romania (bandiera)  | A     | Daniel Pancu    |
| 10 | Turchia (bandiera)  | C     | Sergen Yalçın   |
| 11 | Turchia (bandiera)  | C     | Tümer Metin     |
| 14 | Spagna (bandiera)   | D     | Juanfran        |
| 17 | Polonia (bandiera)  | A     | Roman Dąbrowski |
| 19 | Turchia (bandiera)  | D     | İbrahim Üzülmez |

| N. |                     | Ruolo | Calciatore       |
| -- | ------------------- | ----- | ---------------- |
| 20 | Turchia (bandiera)  | C     | Tayfun Korkut    |
| 21 | Turchia (bandiera)  | P     | Ramazan Kurşunlu |
| 23 | Norvegia (bandiera) | A     | John Carew       |
| 25 | Turchia (bandiera)  | D     | Fatih Sonkaya    |
| 28 | Turchia (bandiera)  | D     | Mustafa Doğan    |
| 29 | Turchia (bandiera)  | P     | Murat Şahin      |
| 30 | Turchia (bandiera)  | C     | Ali Güneş        |
| 33 | Turchia (bandiera)  | A     | Ahmet Dursun     |
| 41 | Turchia (bandiera)  | C     | Koray Avcı       |
| 50 | Turchia (bandiera)  | A     | Veysel Cihan     |
| 55 | Turchia (bandiera)  | C     | İbrahim Akın     |
| 58 | Turchia (bandiera)  | D     | İbrahim Toraman  |
| 77 | Egitto (bandiera)   | C     | Ahmed Hassan     |

## Risultati

### Campionato
| Arbitro: | Çulcu |

|           |           |           |
| Altun 21’ | Marcatori | 90’ Güneş |

| Arbitro: | Demirlek |

|           |           |               |
| Youla 72’ | Marcatori | 59’ Uğur (AG) |

| Arbitro: | Demira |

|                                      |           |           |
| Rıza 30’ Bayazit 75’ Küçükvardar 82’ | Marcatori | 74’ Metin |

| Arbitro: | Önen |

|                          |           |                                            |
| Carew 77’, 81’ Güneş 82’ | Marcatori | 3’ E. Güneş 38’ Ayhan 52’ Içli 58’ El Taib |

| Arbitro: | Dereli |

|          |           |                                    |
| Kurt 77’ | Marcatori | 31’, 55’ Carew 78’ Sergen 88’ Akın |

| Istanbul 19 settembre 2004, ore 19:35 UTC+2 6ª giornata | Beşiktaş | 0 – 0 referto | Galatasaray | Stadio BJK İnönü\| Arbitro: \| Çulcu \| |
| Arbitro:                                                | Çulcu    |               |             |                                         |

| Arbitro: | Aydoğan |

|                      |           |                            |
| Carew 59’ Hassan 63’ | Marcatori | 32’, 89’ Tita 78’ Vederson |

| Arbitro: | Müftüoğlu |

|               |           |  |
| Karadeniz 18’ | Marcatori |  |

| Arbitro: | Ersoy |

|                                   |           |  |
| Sergen 28’ Aşık 34’ Akın 71’, 78’ | Marcatori |  |

| Arbitro: | Demiray |

|           |           |                                           |
| Namdar 5’ | Marcatori | 16’ Carew 44’ Doğan 63’ Akın 85’ Juanfran |

| Arbitro: | Aydinus |

|                     |           |                  |
| Carew 53’ Doğan 61’ | Marcatori | 68’ v. Hooijdonk |

| Arbitro: | Deda |

|                 |           |                     |
| Biryol 50’, 54’ | Marcatori | 3’ Korkut 88’ Carew |

| Arbitro: | Tatlı |

|                     |           |                |
| Hassan 65’ Akın 79’ | Marcatori | 7’, 66’ Öztürk |

| Arbitro: | Çulcu |

|                    |           |                                      |
| Ghodhbane 68’, 81’ | Marcatori | 66’ Hassan 70’, 77’ Metin 92’ Sergen |

| Arbitro: | Aydınus |

|                      |           |            |
| Hassan 14’ Metin 56’ | Marcatori | 26’ Yalçın |

| Arbitro: | Deda |

|             |           |                      |
| Johnson 30’ | Marcatori | 54’ Metin 89’ Göktan |

| Arbitro: | Ersoy |

|                                                             |           |            |
| Pancu 10’, 70’ Üzülmez 28’ Veysel 63’ Hassan 67’ Göktan 88’ | Marcatori | 89’ Kaynak |

| Arbitro: | Özkalfa |

|               |           |  |
| Ömer (AG) 75’ | Marcatori |  |

| Arbitro: | Müftüoğlu |

|           |           |         |
| Metin 36’ | Marcatori | 58’ Ali |

| Arbitro: | Dereli |

|                     |           |  |
| Metin 54’ Ahmet 79’ | Marcatori |  |

| Arbitro: | Türkalp |

|  |           |           |
|  | Marcatori | 6’ Veysel |

| Arbitro: | Yüksel |

|                     |           |          |
| Metin 17’ Carew 86’ | Marcatori | 25’ Emre |

| Arbitro: | Aydınus |

|                 |           |  |
| Hakan Şükür 53’ | Marcatori |  |

| Istanbul 9 marzo 2005, ore 19:00 UTC+2 19ª giornata | Beşiktaş | 0 – 0 referto | Gençlerbirliği | Stadio BJK İnönü\| Arbitro: \| Arzuman \| |
| Arbitro:                                            | Arzuman  |               |                |                                           |

| Arbitro: | Demirlek |

|                      |           |                                    |
| Vederson 8’ Jabá 28’ | Marcatori | 43’ Akın 47’ Ahmet 66’, 89’ Hassan |

| Arbitro: | Dereli |

|            |           |  |
| Tayfur 89’ | Marcatori |  |

| Diyarbakır 3 aprile 2005, ore 16:00 UTC+2 26ª giornata | Diyarbakırspor | 0 – 0 referto | Beşiktaş | Diyarbakır Atatürk Stadi\| Arbitro: \| Papila \| |
| Arbitro:                                               | Papila         |               |          |                                                  |

| Arbitro: | Tatlı |

|                                     |           |            |
| Carew 14’, 44’ Dursun 35’ Pancu 71’ | Marcatori | 22’ Namdar |

| Arbitro: | Demirlek |

|                                 |           |                                       |
| Fábio Luciano 33’ Alex 68’, 80’ | Marcatori | 26’ Metin 44’ Carew 75’ Akın 87’ Avcı |

| Arbitro: | Önder İpek |

|                 |           |               |
| Hassan 14’, 87’ | Marcatori | 82’ Akagündüz |

| Arbitro: | Arzuman |

|  |           |          |
|  | Marcatori | 28’ Akın |

| Arbitro: | Türkal |

|                      |           |  |
| Carew 29’ Veysel 78’ | Marcatori |  |

| Arbitro: | Demiray |

|         |           |          |
| Kuş 60’ | Marcatori | 52’ Atan |

| Arbitro: | Yıldırım |

|                                        |           |                         |
| Kayatekin (AG) 2’ Hassan 65’ Metin 44’ | Marcatori | 18’ Ergün 87’ GökhaÜ. n |

| Arbitro: | Yıldırım |

|                 |           |                |
| Kaynak 22’, 43’ | Marcatori | 4’, 41’ Veysel |

### Coppa di Turchia

#### Primo turno
| Arbitro: | Türkalp |

|  |           |            |
|  | Marcatori | 50’ Veysel |

#### Secondo turno
| Arbitro: | Yıldırım |

|           |           |                                   |
| Metin 78’ | Marcatori | 42’ Biryol 85’ Baliç 88’ Albayrak |

### Coppa UEFA

#### Primo turno
| Arbitro: | Ivanov |

|          |           |            |
| Berg 19’ | Marcatori | 86’ Hassan |

| Arbitro: | Torres |

|             |           |  |
| Üzülmez 19’ | Marcatori |  |

#### Fase a gironi
| Arbitro: | Meyer |

|                              |           |              |
| Güneş 26’ Carew 63’ Akın 89’ | Marcatori | 49’ Ezquerro |

| Arbitro: | Siric |

|                      |           |          |
| Neaga 3’ Ciocoiu 19’ | Marcatori | 88’ Akın |

| Arbitro: | Proença |

|          |           |              |
| Okan 30’ | Marcatori | 81’ Bangoura |

| Arbitro: | Duhamel |

|                                      |           |                   |
| Gilardino 17’ Cardone 36’ Degano 60’ | Marcatori | 6’ Okan 89’ Metin |

## Statistiche

### Statistiche di squadra
| Competizione     | Punti | In casa | In casa | In casa | In casa | In casa | In casa | In trasferta | In trasferta | In trasferta | In trasferta | In trasferta | In trasferta | Totale | Totale | Totale | Totale | Totale | Totale | DR  |
| Competizione     | Punti | G       | V       | N       | P       | Gf      | Gs      | G            | V            | N            | P            | Gf           | Gs           | G      | V      | N      | P      | Gf     | Gs     | DR  |
| ---------------- | ----- | ------- | ------- | ------- | ------- | ------- | ------- | ------------ | ------------ | ------------ | ------------ | ------------ | ------------ | ------ | ------ | ------ | ------ | ------ | ------ | --- |
| Campionato turco | 69    | 17      | 11      | 4       | 2       | 38      | 20      | 17           | 7            | 7            | 3            | 32           | 22           | 34     | 20     | 9      | 5      | 70     | 39     | +31 |
| Coppa di Turchia | -     | 1       | 0       | 0       | 1       | 1       | 3       | 1            | 1            | 0            | 0            | 1            | 0            | 2      | 1      | 0      | 1      | 2      | 3      | -1  |
| Coppa UEFA       | -     | 3       | 2       | 1       | 0       | 5       | 2       | 3            | 0            | 1            | 2            | 4            | 6            | 6      | 2      | 2      | 2      | 9      | 8      | +1  |
| Totale           | -     | 21      | 13      | 5       | 3       | 44      | 25      | 21           | 8            | 8            | 5            | 37           | 28           | 42     | 23     | 11     | 8      | 81     | 50     | +31 |